# Dia de São Martinho
O Dia de São Martinho ou Festa de São Martinho é uma festa litúrgica e popular em honra de Martinho de Tours celebrada anualmente a 11 de novembro.
Nascido na Hungria por volta do ano 316, São Martinho de Tours foi um soldado romano que, depois de receber o batismo e renunciar a milícia, fundou um mosteiro em Ligugé, França, onde seguiu a vida monástica. Mais tarde recebeu a ordem sacerdotal e foi eleito bispo. Morreu a 8 de novembro de 397. A lenda mais conhecida indica que Tours encontrou-se com um mendigo durante uma tempestade de neve e, com a sua espada, cortou o seu manto ao meio para partilhar com o pedinte e resguardá-lo da chuva. Nessa mesma noite, Martinho sonhou com Jesus vestido com a metade da sua capa e que, apontando para um grupo de anjos, lhe disse: "Foi São Martinho catecúmeno quem me agasalhou".

## Celebrações no mundo

### Portugal
Em Portugal, a data é comummente associada à celebração da maturação do vinho do ano, sendo tradicionalmente o primeiro dia em que o novo pode ser degustado. É tradição fazer-se um grande magusto, castanhas assadas sob as brasas da fogueira (às vezes figos secos e nozes), e beber-se uma bebida alcoólica local chamada água-pé, resultante da adição de água ao bagaço da uva, ou jeropiga (um licor doce obtido de forma muito semelhante, que inclui ainda aguardente).
O autor José Leite de Vasconcelos afirmou que o magusto representa um sacrifício em honra dos mortos, explicando que em tempos, nalguns locais, era tradição acender as fogueiras e preparar, à meia-noite, uma mesa com castanhas para os mortos da família irem comer.
Um ditado típico português relacionado ao dia de São Martinho diz o seguinte:
| “ | No dia de São Martinho, vai à adega e prova o vinho | ” |

Este período também é bastante popular devido ao bom tempo que ocorre em Portugal nesta época do ano, chamado de "verão de São Martinho". A denominação está ligada ao milagre da lenda do soldado, que afirmava que o tempo manteve-se soalheiro durante três dias após a bênção de Jesus.

### Suécia

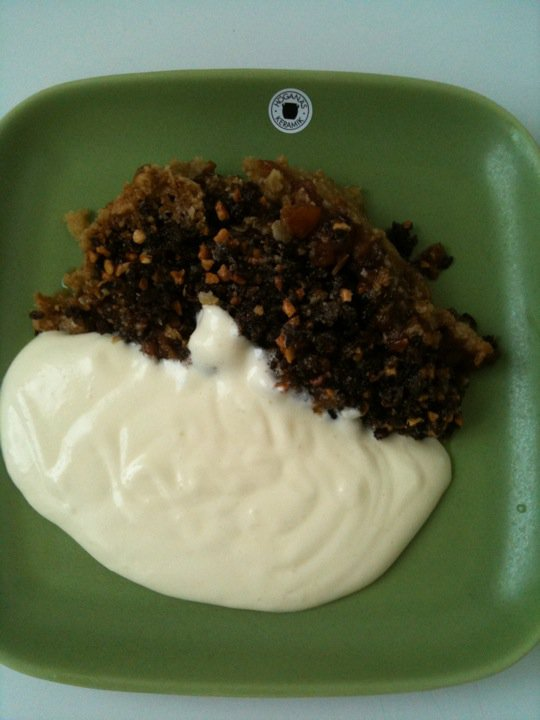
Bolo de maçã sueco

Na Suécia, a festa de São Martinho – em sueco Mårtensafton ou Mårtensgås - é celebrada a 10 de novembro, na véspera do dia de comemoração do enterro do militar. Antigamente este dia era aproveitado para o último grande jantar antes do período de recolhimento do Natal. Tradicionalmente, esta refeição começa com a sopa negra – svartsoppan, seguida de ganso assado – stekt gås, e termina com um bolo de maçã típico sueco - skånsk äppelkaka.